# Bilyarra Pool
Der Bilyarra Pool ist ein See im Westen des australischen Bundesstaates Western Australia. 
Der See liegt am Mittellauf des Gascoyne River. 